# John Cena
John Felix Anthony Cena (* 23. April 1977 in West Newbury, Massachusetts) ist ein US-amerikanischer Wrestler, Schauspieler und ehemaliger Bodybuilder. Er tritt in den Shows von World Wrestling Entertainment (WWE) auf. Er ist 17-facher World Champion der WWE und damit Rekordhalter. Cena war ab 2005 für ein Jahrzehnt der dominierende Wrestler und größte Star der WWE. Neben den 17 World Championships gewann er fünf Mal die United States Championship, vier Tag Team Titel, zwei Mal den Royal Rumble und stand sechs Mal im Main Event von WrestleMania. Cena war ab 2003 für 22 Jahre durchgehend Face, was eine Seltenheit im moderen Wrestling darstellt, da Wrestler für gewöhnlich regelmäßig im Gut-Böse-Schema wechseln. 2025 wandelte er sich auf seiner Abschiedstour überraschend zum Heel. Ab 2015 konzentrierte er sich zunehmed auf seine Karriere als Schauspieler und spielte in zahlreichen Actionfilmen und Komödien mit.

## Privatleben
John Cena wurde als zweitältestes von fünf Kindern geboren. Cenas Eltern sind John Cena Sr. und Carol. Er hat britische und französisch-kanadische Vorfahren. Cena war von 2009 bis 2012 mit Liz Huberdeau verheiratet. Danach war er längere Zeit mit Nicole Garcia-Colace liiert, die unter ihrem Ringnamen Nikki Bella als ein Teil von The Bella Twins ebenfalls bei WWE unter Vertrag stand. Am 2. April 2017 verlobte sich das Paar bei WrestleMania 33. Cena hielt nach einem Mixed-TagTeam-Match, das er mit Nikki Bella gegen The Miz und Maryse gewinnen konnte, eine Promo speziell für Colace, in der er ihr einen Heiratsantrag machte. Im März 2018 verkündete Nikki Bella via Instagram allerdings das Ende ihrer Beziehung. Vor seiner Karriere als Wrestler war John Cena Bodybuilder und spielte American Football.

## Wrestling-Karriere

### Anfänge
Seine aktive Wrestling-Karriere begann im Januar 2000 als The Prototype bei Ultimate Pro Wrestling (UPW) in Kalifornien. Seinen Ringnamen leitete er von „Prototype of the Perfect Man“ ab, eine Anspielung auf seinen Körperbau.
Nicht einmal ein halbes Jahr nach seinem Debüt in der UPW erhielt er seinen ersten Titel. Am 27. April 2000 gewann er den UPW Heavyweight Title, den er bis Ende Mai halten durfte.

### World Wrestling Entertainment

#### Ohio Valley Wrestling (2001–2002)
2001 unterschrieb er einen Entwicklungsvertrag bei der WWE und kam zunächst in die Aufbauliga Ohio Valley Wrestling. Dort trat er ebenfalls als The Prototype an und bildete Mitte des Jahres ein Tag-Team mit Rico Constantino. Am 15. August 2001 ließ man sie ein Turnier um die vakanten OVW Southern Tag Team Titles gewinnen, die sie allerdings Ende Oktober wieder an die Minnesota Stretching Crew (Shelton Benjamin und Brock Lesnar) abgeben mussten.
2002 wurde Cena dann in der OVW besonders gefördert, er fehdete mit Leviathan, von dem er sich am 20. Februar 2002 den OVW Heavyweight Title holen durfte. Den Titel hielt er bis Mitte Mai, als er ihn an Nova (Simon Dean) abgeben musste. Nach dieser Niederlage holte man ihn in das Hauptroster der WWE.

#### The Doctor of Thuganomics (2002–2005)

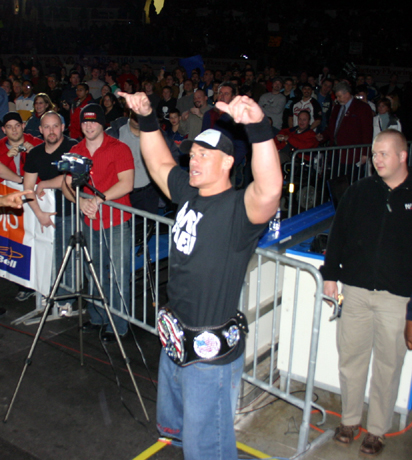
Cena als United States Champion mit dem Spinner Belt im Januar 2005

Am 27. Juni 2002 gab er als John Cena bei einer offenen Herausforderung von Kurt Angle sein WWE Main Roster Debüt bei SmackDown!. Das nächste halbe Jahr spielte er die Rolle eines typischen Face und bildete mit Billy Kidman ein Tag-Team. Er wurde jedoch nach einer Niederlage gegen Kurt Angle und Chris Benoit zum Heel gemacht und das Team mit Kidman wurde aufgelöst. In Folge bekam er zusammen mit B-2 (Barry Buchanan) ein Rapper-Gimmick. Zunächst trat er noch als Heel auf und erhielt bei Backlash 2003 sein erstes WWE Title Match, welches er jedoch gegen den damaligen Titelinhaber Brock Lesnar verlor. Es folgte ein Fehdenprogramm gegen Kurt Angle, welches ebenfalls mit einer Niederlage für Cena endete. Kurz vor der Survivor Series 2003 wurde Cena wieder Face und als weißer Rapper der Liebling der Zuschauer.
Bei WrestleMania XX durfte Cena seinen ersten WWE-Titel gewinnen. Er besiegte The Big Show und erhielt den WWE United States Champion-Titel. Diesen musste er jeweils an Booker T und Carlito Caribbean Cool verlieren, holte ihn jedoch jeweils von beiden zurück. Er verlor den Titel dann im März 2005 endgültig an Orlando Jordan.

#### Aufstieg in den Main Event (2005–2011)

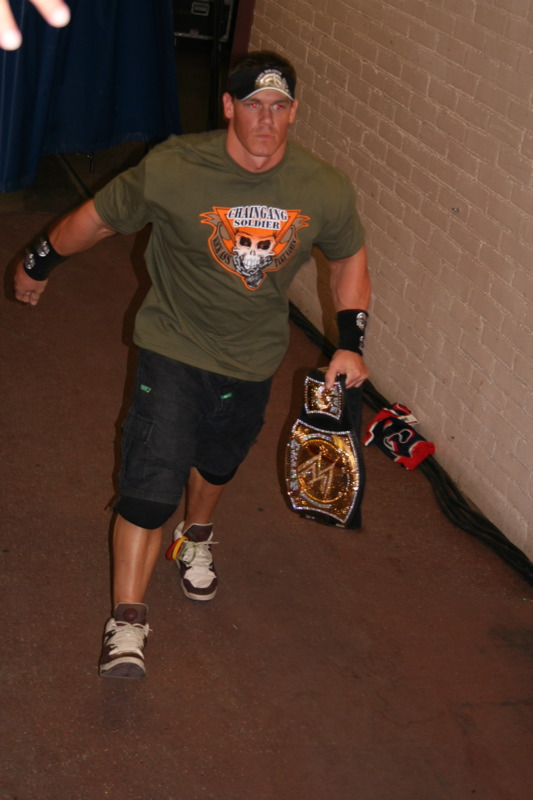
Cena als WWE Champion mit dem Spinner Belt 2005

Bei WrestleMania XXI traf Cena dann auf den damaligen WWE Champion John Bradshaw Layfield und erhielt am 3. April 2005 von diesem den Titel. Es folgte eine relativ lange Regentschaft als WWE Champion, während der er einen extra für ihn angefertigten Titelgürtel erhielt. Dies war der sogenannte Spinner Belt, der an seinen Rapper-Style angepasst wurde und ein mit Strasssteinen besetztes drehendes Logo der WWE enthielt.
Im Zuge der Draft Lottery 2005 wechselte John Cena mit dem Titel zur Montagssendung RAW, wo er einige Fehdenprogramme bestritt, unter anderem gegen Chris Jericho, Kurt Angle, Edge, Triple H, Rob Van Dam und Big Show. Lediglich Edge (am 8. Januar 2006 bei New Year’s Revolution) und Rob Van Dam (am 11. Juni 2006 beim ECW One Night Stand 2006) durften den Titel kurzfristig erringen, doch Cena bekam ihn beide Male nach kurzer Zeit wieder zurück. John Cena war ab dem 17. September 2006 für mehr als ein Jahr ununterbrochen WWE Champion. Zusätzlich erhielt er zusammen mit Shawn Michaels Anfang 2007 auch die World Tag Team Championship von Rated-RKO (Edge und Randy Orton). Anfang April mussten sie die Titel wieder an die Hardy Boyz abgeben. Bei der RAW-Ausgabe vom 1. Oktober 2007 zog sich Cena in einem Match gegen Mr. Kennedy einen kompletten Brustmuskelriss zu, welcher ihn zu einer monatelangen Pause zwang. Auf Grund dieser Verletzung wurde der Titel am 2. Oktober 2007 durch Vince McMahon für vakant erklärt. Der neue WWE Champion wurde Randy Orton beim Pay-Per-View WWE No Mercy am 7. Oktober 2007.
Am 27. Januar 2008 kehrte Cena nach einer Verletzungspause (man sprach damals von einer Auszeit zwischen acht Monaten bis einem Jahr) vorzeitig in den Ring zurück und durfte den Royal Rumble gewinnen und wurde in der Folgezeit wieder in das Geschehen um die WWE Championship einbezogen. Danach befand er sich abermals in einer Fehde mit JBL. Am 4. August 2008 ließ man Cena mit Batista die World Tag Team Championship gegen Ted DiBiase jr. und Cody Rhodes erhalten. Diese mussten sie jedoch bereits eine Woche später wieder an Rhodes und DiBiase jr. abgeben. Nach dem SummerSlam am 17. August 2008 musste sich Cena einer Nackenoperation unterziehen und fiel damit gut drei Monate aus. Bei der Veranstaltung Survivor Series am 23. November 2008 des Jahres kehrte Cena mit einem Sieg über Chris Jericho zurück und erhielt somit zum ersten Mal die World Heavyweight Championship. Diese musste er am 15. Februar 2009 bei der Großveranstaltung No Way Out in einem Elimination-Chamber-Match an Edge abgeben. Bei WrestleMania XXV erhielt er den World-Heavyweight-Champion-Titel zum zweiten Mal in seiner Karriere, bis er ihn am 26. April 2009, bei der Veranstaltung Backlash nach einem Last-Man-Standing-Match erneut an Edge abgeben musste.

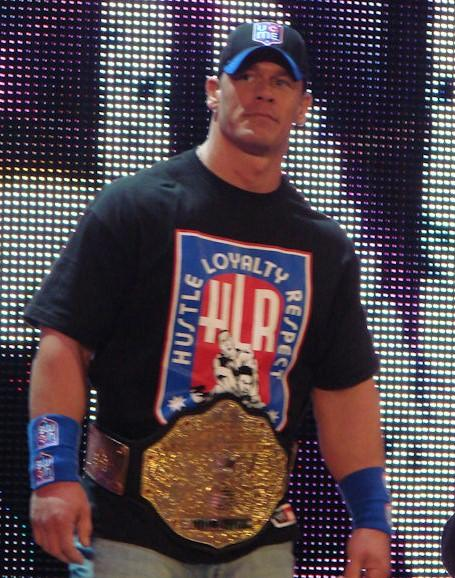
Cena als World Heavyweight Champion im Jahr 2009

Am 13. September 2009 durfte John Cena bei der Großveranstaltung WWE Breaking Point den WWE Champion-Titel zum vierten Mal erringen, nachdem er in einem „I-Quit-Match“ gegen Randy Orton hatte siegen dürfen. Bei der Großveranstaltung WWE Hell in a Cell am 4. Oktober 2009 musste er den Titel im gleichnamigen Match wieder an Randy Orton abgeben. Am 25. Oktober 2009 besiegte er Randy Orton bei der neuen WWE Großveranstaltung Bragging Rights in einem 60-minütigen Iron-Man-Match, um die WWE Championship zum fünften Mal zu erhalten. Den Titel musste er jedoch am 13. Dezember 2009 nach 49 Tagen Regentschaft an Sheamus, welcher ihn bei der Großveranstaltung TLC: Tables, Ladders & Chairs in einem Tables-Match besiegte, abgeben. Bei WWE Elimination Chamber 2010 durfte er zwar das Elimination-Chamber-Match um die WWE Championship gewinnen, jedoch setzte Mr. McMahon kurz darauf ein neues Titelmatch an, welches er gegen Batista bestreiten und verlieren musste, so dass Batista neuer WWE Champion wurde. Bei WrestleMania XXVI am 28. März 2010 besiegte er Batista in einem Rückmatch, um zum siebten Mal WWE Champion zu werden. Beim PPV Fatal Four Way verlor er seinen Titel wieder an Sheamus, nachdem dieser Cena hatte pinnen können. Ab August 2010 fehdete Cena gegen The Nexus und wurde kurzzeitig Mitglied der Gruppierung. Am 24. Oktober 2010, bei Bragging Rights, gewann er mit David Otunga die WWE Tag Team Championship. Den Titel gaben sie einen Tag später bei RAW an Heath Slater und Justin Gabriel ab. Von selbigen gewann er am 21. Februar 2011 zusammen mit The Miz erneut die WWE Tag Team Championship. Den Titel verloren sie aber nur wenige Augenblicke später in einem Rückmatch wieder.

#### Fehde mit The Rock und Sechzehnfacher World-Champion (2011–2024)
Beim Draft 2011 wechselte Cena zunächst zu SmackDown, wurde aber noch am selben Abend wieder zu RAW zurückgeschickt. Am 1. Mai 2011 gewann Cena bei Extreme Rules zum achten Mal die WWE Championship von The Miz in einem Triple-Threat-Steel-Cage-Match, an dem auch John Morrison beteiligt war. Beim PPV Money in the Bank am 17. Juli 2011 verlor er diesen Titel wieder an CM Punk. Acht Tage später gewann er den Titel erneut von Rey Mysterio, nachdem dieser kurz zuvor ein Turnier um den Titel gewonnen hatte. CM Punk wurde von Triple H laut Storyline am gleichen Abend wieder eingestellt. Da dieser den Titel nicht verloren hatte, erklärte Triple H am 26. Juli 2011 bei SmackDown beide Wrestler zu aktuellen Champions. Beim SummerSlam 2011 gab es gegen CM Punk ein Titelvereinigungsmatch, welches Cena verlor, woraufhin er den Titel abgeben musste. Nach einer kurzen Fehde gewann Cena die WWE Championship bei der Veranstaltung Night of Champions am 18. September 2011 von Alberto Del Rio. Am 2. Oktober 2011 verlor er den Titel bei der Veranstaltung Hell in a Cell im gleichnamigen Match, in das auch CM Punk involviert war, wieder an Del Rio.

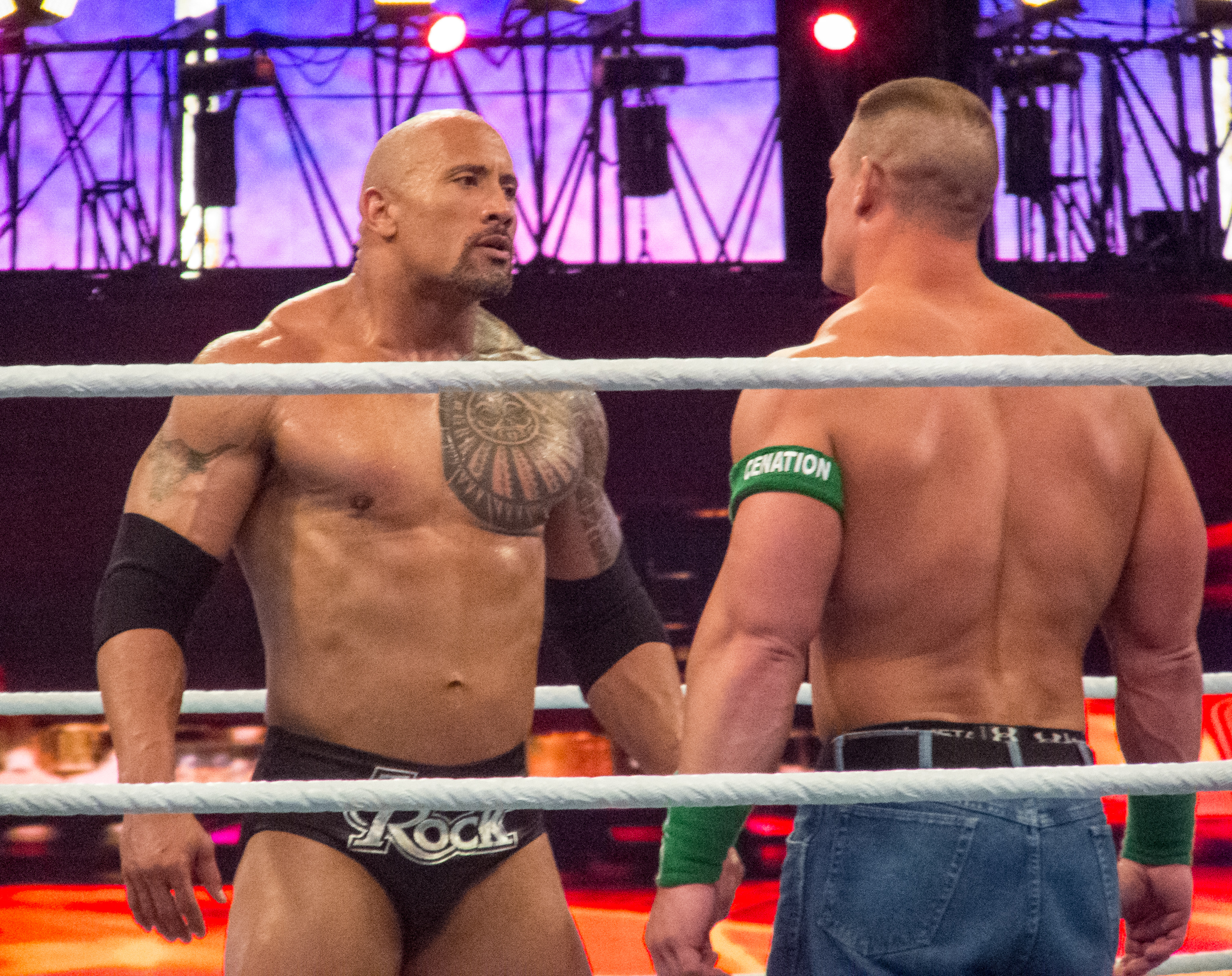
The Rock und Cena bei WrestleMania XXVIII im Jahr 2012

Eine Fehde gegen The Rock erreichte bei Wrestlemania XXVIII am 1. April 2012, bei der Cena The Rock unterlag, ihren Höhepunkt. Beim PPV Money in the Bank am 15. Juli 2012 gewann er das Raw-Money-In-The-Bank-Ladder-Match. Cena löste den Vertrag am 23. Juni 2012 gegen den amtierenden WWE Champion CM Punk bei RAW 1000 ein. Allerdings griff Big Show zugunsten von CM Punk in das Match ein, weswegen Punk disqualifiziert wurde, aber weiterhin WWE Champion blieb. Cena war daher der erste Money-in-the-Bank-Sieger, dem es nicht gelang, mithilfe des Vertrages neuer WWE Champion zu werden. Am 27. Januar 2013 gewann er zum zweiten Mal das Royal-Rumble-Match. Beim anschließenden Match gegen The Rock bei Wrestlemania 29 am 7. April 2013 gewann er erneut die WWE Championship. Beim SummerSlam am 18. August 2013 verlor er den Titel an Daniel Bryan. Am Tag darauf wurde bekannt, dass Cena, auf Grund eines gerissenen Trizeps, eine Auszeit von ca. vier bis sechs Monaten benötigt.
Er kehrte jedoch schon nach zwei Monaten wieder zurück in den Ring und gewann beim PPV Hell in a Cell am 27. Oktober 2013 auf Anhieb die World Heavyweight Championship von Alberto Del Rio. Bei WWE TLC: Tables, Ladders and Chairs am 15. Dezember 2013 verlor er den Titel an Randy Orton in einem TLC-Match, bei dem auch dessen WWE Championship auf dem Spiel stand. Am 29. Juli 2014 gewann Cena die WWE World Heavyweight Championship in einem Money in the Bank Ladder Match gegen Kane, Randy Orton, Roman Reigns, Alberto Del Rio, Sheamus, Bray Wyatt, und Cesaro. Beim Summerslam am 17. August 2014 verlor er seinen Titel an Brock Lesnar.

Cena mit dem Attitude Adjustmen an Kane

Bei Wrestlemania 31 am 29. März 2015 erhielt Cena zum ersten Mal seit zehn Jahren und zum insgesamt vierten Mal die WWE United States Championship nach einem Titelmatch gegen Rusev. Den Titel verlor er beim Summerslam am 23. August 2015 an Seth Rollins. Bei Night of Champions am 20. September 2015 durfte Cena das Rückmatch gegen diesen gewinnen und erhielt zum fünften Mal die WWE United States Championship.
Am 25. Oktober 2015 verlor er den Titel bei der WWE-Großveranstaltung Hell In A Cell in einer Open Challenge gegen den zurückgekehrten Alberto Del Rio. Am 7. Januar 2016 unterzog sich Cena einer Schulteroperation und musste daher bis zu seiner Rückkehr bei RAW am 30. Mai 2016 aussetzen.
Beim WWE Draft am 19. Juli 2016 wurde Cena wieder dem SmackDown-Roster zugeteilt. Nach dem SmackDown-PPV No Mercy am 9. Oktober 2016 nahm er sich eine Auszeit, um an den Dreharbeiten der zweiten Staffel von American Grit teilzunehmen. Am 27. Dezember 2016 kehrte Cena zurück und forderte AJ Styles zu einem Match um die WWE Championship heraus. Am 29. Januar 2017 beim Royal Rumble durfte er sich gegen diesen durchsetzen und gewann zum 13. Mal die WWE Championship. Somit ist er 16-maliger World Champion und zusammen mit Ric Flair Rekordchampion. Am 12. Februar 2017, bei Elimination Chamber, verlor er seinen Titel in einem Elimination-Chamber-Match an Bray Wyatt.
Im Anschluss absolvierte er vereinzelte Auftritte. Am 18. Juli 2021 kehrte er bei Money in the Bank 2021 zurück. Er konfrontierte Roman Reigns nach seinem Sieg und zeigte auf den WWE Universal Championship. Am 21. August 2021 beim SummerSlam 2021 bestritt er das Match um den Titel, diesen konnte er jedoch nicht gewinnen. Am 1. April 2023 trat er bei WrestleMania 39 gegen Austin Theory um die WWE United States Championship an, dieses Match verlor er jedoch.

#### Farewell Tour, Heel-Turn und Rekordchampion (seit 2024)
2024 kündigte er an, dass er 2025 zum letzten Mal an den WWE-Veranstaltungen Royal Rumble und Elimination Chamber teilnehmen werde. Zudem kündigte er an, seine Karriere zu beenden, geplant sei seine „Farewell Tour“ das gesamte Jahr 2025, mit 30 bis 40 Auftritten bei WWE.
Bei Elimination Chamber 2025 konnte Cena gewinnen und erwarb sich so ein Titelmatch gegen Cody Rhodes bei WrestleMania 41. Allerdings turnte er im Aftermatch der Veranstaltung zum ersten Mal seit zwei Jahrzehnten Heel, an seiner Seite war dabei The Rock. Diese dramatische Wendung in seiner Karriere hat viele Diskussionen und Reaktionen ausgelöst und gilt als ein bedeutender Moment in der WWE-Geschichte. Seine erste Heel-Promo auf RAW erreichte innerhalb von 24 Stunden fast 3 Millionen Aufrufe.
Bei WrestleMania 41 konnte sich Cena im Mainevent des zweiten Tages gegen Cody Rhodes durchsetzen und zum 17. Mal World Champion in der WWE werden. Damit überflügelte er Ric Flair, der nach Zählweise der WWE 16 Meisterschaften gewann. Das Match gegen Rhodes sorgte für massive Kritik bei Kritikern und Fans. Kritisiert wurde das Ausbleiben von The Rock, der beim Heel-Turn eine wichtige Rolle gespielt hatte, der schwache Matchaufbau, die athetische Leistung von Cena, sowie die Beteiligung des Musikers Travis Scott, der Cena zum Sieg verhalf, dessen Rolle jedoch nicht erklärt wurde und unklar blieb. Dave Meltzer gab dem Match ein Rating von lediglich 1.75 Sternen und nannte es „einen der schlechtesten WrestleMania Main Events aller Zeiten“.
Seine erste Titelverteidigung fand bei Backlash am 10. Mai gegen Randy Orton statt. Nach einem chaotischen Finale konnte sich Cena wie bereits bei Wrestlemania durch einen Schlag mit dem Championgürtel durchsetzen. Bei Saturday Night’s Main Event am 24. Mai 2025 besiegte er R-Truth und griff (erfolglos) in das Match von Jey Uso und Logan Paul ein. Das Tag Team-Match gegen Uso und den zurückkehrenden Cody Rhodes bei Money in the Bank am 7. Juni 2025 verloren Cena und Paul, da R-Truth überraschend in das Match eingriff und Cena ausschaltete. R-Truth wurde im Vorfeld von WWE entlassen.   
Bei Night of Champions am 28. Juni 2025 in Riad kämpfte er im Mainevent gegen CM Punk und konnte dort nach einem chaotischen Finish den Titel verteidigen. Kurz vor SummerSlam turnte Cena durch ein Promo mit Cody Rhodes wieder Face. Beim anschließenden Streetfight-Match am zweiten Abend des SummerSlam am 3. August 2025 gegen Rhodes verlor Cena den Titel. Unmittelbar nach dem Match kehrte überraschend Brock Lesnar zurück und attackierte Cena im Ring.    

## Musik- und Schauspielkarriere
Am 10. Mai 2005 erschien Cenas Rap-Album You Can’t See Me, das in den US-Charts Platz 15 erreichte. Es wurden zwei Singleauskoppelungen veröffentlicht: Bad, Bad Man, in dessen Musikvideo er zusammen mit den Co-Interpreten Tha Trademarc (sein Cousin Marc Predka) und Bumpy Knuckles als „Chain Gang“ das A-Team parodiert. Mit Gary Coleman gab es auch einen Gaststar darin zu sehen. Die zweite Single war die Rap-Ballade Right Now, die auch in Deutschland, jedoch ohne größeren Erfolg, veröffentlicht wurde.
2006 drehte John Cena unter der Regie von John Bonito den Actionfilm The Marine mit Robert Patrick und Kelly Carlson als Co-Darsteller. Produziert wurde der Film von der WWE in Zusammenarbeit mit 20th Century Fox und verbrauchte ein Budget von 15 Millionen Euro. Premiere in den USA war am 3. Oktober 2006, in Deutschland jedoch lief The Marine erst am 26. April 2007 an. In den Vereinigten Staaten hatte der Film nach einer Woche schon knapp die Hälfte seiner Kosten (7 Millionen Euro) eingespielt. Seither war er vor allem in weiteren Actionfilmen und Komödien zu sehen. 2021 stieg Cena in das Fast & Furious-Franchise ein. 2022 ist er in der Hauptrolle der Serie Peacemaker zu sehen.

## Filmografie (Auswahl)
Filme
- 2006: The Marine
- 2009: 12 Rounds

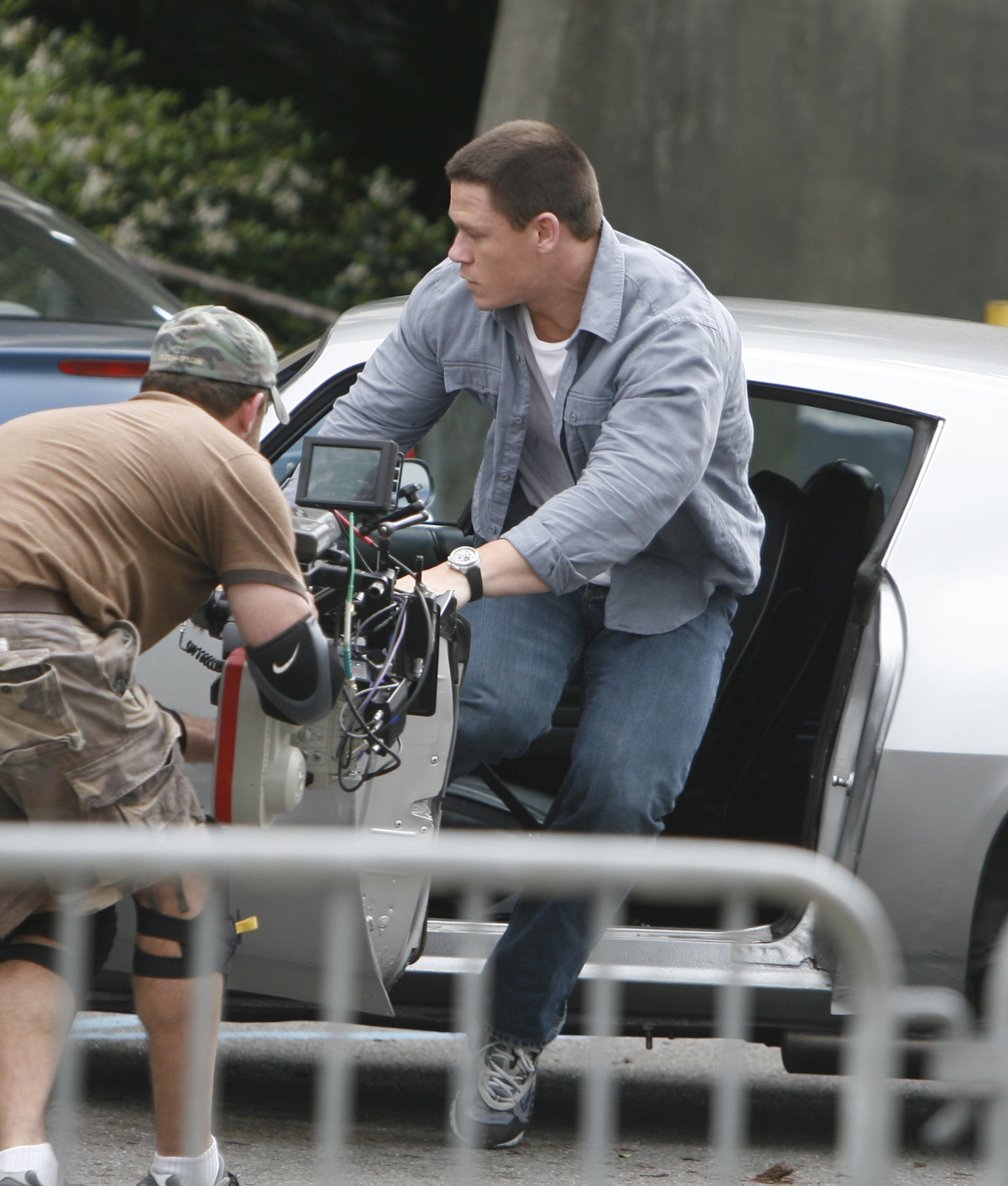
Cena beim Dreh von 12 Rounds im Jahr 2009

- 2010: Legendary – In jedem steckt ein Held (Legendary)
- 2010: Fred – The Movie
- 2011: Fred 2: Night of the Living Fred
- 2011: The Reunion
- 2012: Fred 3: Camp Fred
- 2015: Sisters
- 2015: Dating Queen (Trainwreck)
- 2015: Daddy’s Home – Ein Vater zu viel (Daddy’s Home)
- 2017: The Wall
- 2017: Daddy’s Home 2 – Mehr Väter, mehr Probleme! (Daddy’s Home 2)
- 2017: Ferdinand – Geht STIERisch ab! (Ferdinand, Stimme)
- 2017: Tour de Pharmacy
- 2017: Psych: The Movie (Fernsehfilm)
- 2018: Der Sex Pakt (Blockers)
- 2018: Bumblebee
- 2019: Chaos auf der Feuerwache (Playing with Fire)
- 2020: Die fantastische Reise des Dr. Dolittle (Dolittle, Stimme)
- 2021: Fast & Furious 9 (F9)
- 2021: The Suicide Squad
- 2021: Vacation Friends
- 2023: Fast & Furious 10 (Fast X)
- 2023: Barbie
- 2023: Hidden Strike
- 2023: Vacation Friends 2
- 2023: Freelance
- 2023: Teenage Mutant Ninja Turtles: Mutant Mayhem
- 2024: Argylle
- 2024: Ricky Stanicky
- 2024: Ein Jackpot zum Sterben! (Jackpot!)
- 2025: Heads of State
- 2025: Superman

Serien
- 2010: Psych Staffel 4, Episode 10
- 2010: Generator Rex
- 2012: Fred – The Show
- 2013–2018: Total Divas
- 2016–2017: Total Bellas
- 2022: Peacemaker
- 2023: Die Hart

## Titel und Auszeichnungen

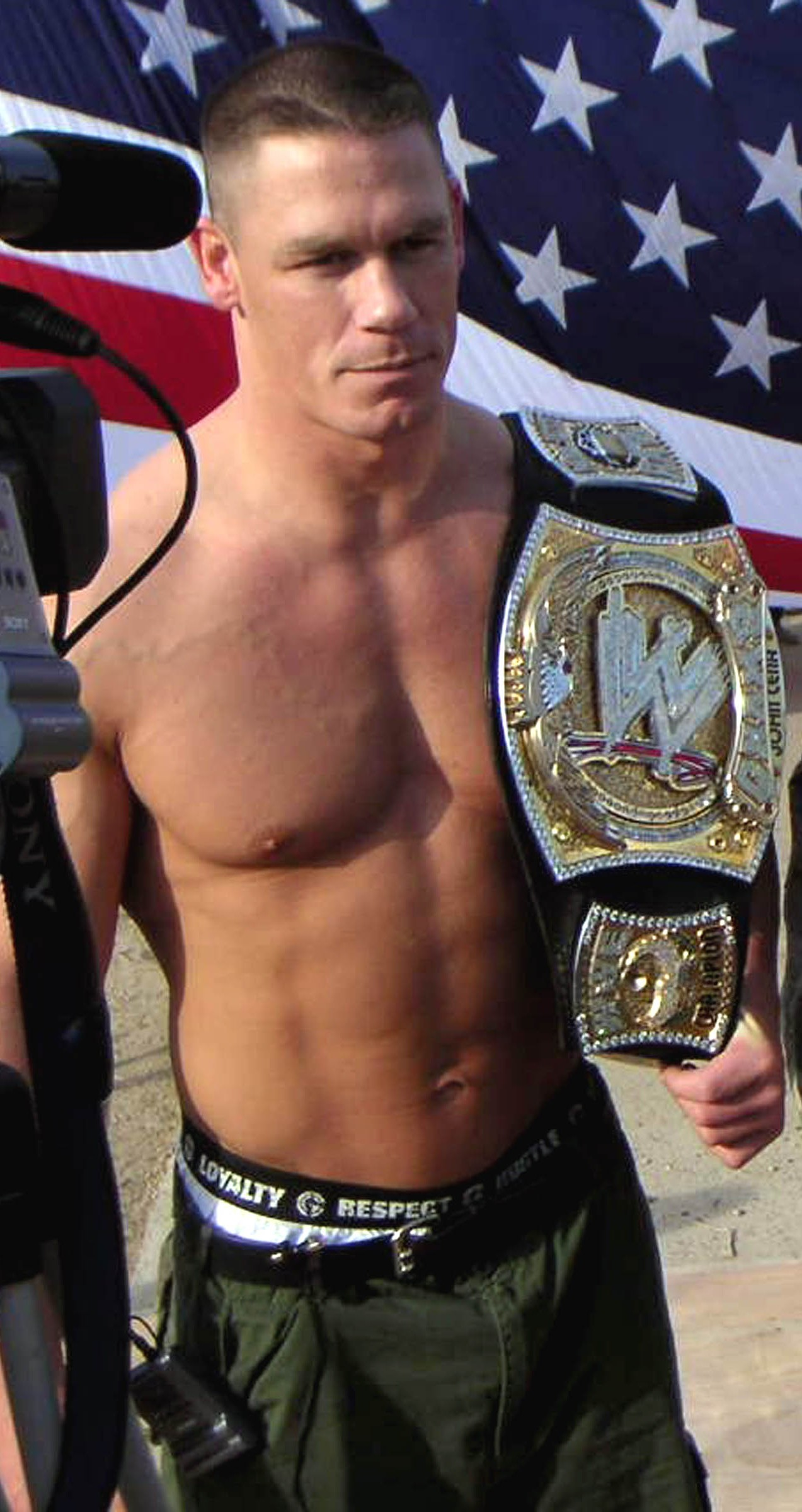
Cena hielt 14 Mal den WWE Championship und drei Regentschaften als World Heavyweight Champion bringen ihn auf insgesamt 17 World-Championships

### Titel
- Ohio Valley Wrestling
  - 1× OVW Heavyweight Champion
  - 1× OVW Southern Tag Team Champion mit Rico Constantino

- Ultimate Pro Wrestling
  - 1× UPW Heavyweight Champion

- World Wrestling Entertainment
  - 3× World Heavyweight Champion
  - 2× World Tag Team Champion jeweils 1× mit Shawn Michaels und Batista
  - 14× WWE Champion (meiste Regentschaften)
  - 2× WWE Tag Team Champion jeweils 1× mit David Otunga und The Miz
  - 5× WWE United States Champion

### Auszeichnungen
- Pro Wrestling Illustrated
  - 2006, 2007, 2013: 3× Platz 1 der Top 500 Wrestler im PWI 500

- Sports Illustrated
  - 2018: Muhammad Ali Legacy Award

- World Wrestling Entertainment
  - 2008, 2013: 2× Royal Rumble Sieger
  - 2006, 2010, 2011, 2025: 4× Elimination Chamber Sieger
  - 2012: Raw Money in the Bank Sieger

- Weitere Auszeichnungen
  - NCAA Division III All-American
  - Rekordhalter: 17-facher World Champion
  - 2015: Springfield College Athletic Hall of Fame
  - 2016: USO Legacy of Achievement Award
  - 2017: CinemaCon Action Star of the Year
  - 2024: NCAA Silver Anniversary Award